# Alfonso Santibáñez
El general José Alfonso Santibáñez Fernández fue un militar mexicano que participó en la Revolución mexicana. Nació en la ciudad de Oaxaca, el 20 de marzo de 1885, siendo hijo de Antonio Santibáñez y de Dolores Fernández. Participó en la Convención de Aguascalientes como jefe militar con mando de tropas. Se unió al constitucionalismo, incorporándose a las fuerzas de Jesús Carranza Garza en la segunda mitad de 1914, a su paso por el sureste. En diciembre de ese año se rebeló contra él, aprehendiéndolo y usándolo como rehén. Como sus condiciones no fueron satisfechas por Venustiano Carranza, fusiló a Jesús Carranza y a su Estado Mayor el 11 de enero de 1915 en el lugar denominado Xambó en la sierra del Istmo de Tehuantepec. En 1916 fue hecho prisionero en Lachiguiri, Oaxaca, por el general Aurelio Hernández: fue acusado de la muerte de Jesús Carranza y  del general ex federal Rafael Eguía Lis, quien seguía vivo. Murió fusilado estando como testigo el general Juan Andreu Almazán, partidario de Félix Díaz (ver Memorias de este).